# Anders Brems
Anders Lauridsen Brems (* 12. August 1877 in Herslev, Jütland; † 27. Februar 1974) war ein dänischer Sänger (Tenor), Klarinettist und Musikpädagoge.

## Leben
Der ursprünglich als Klarinettist ausgebildete Brems debütierte 1913 als Sänger. Er wurde insbesondere als Interpret neuerer dänischer Komponisten wie Carl Nielsen, Niels Wilhelm Gade und Thomas Laub bekannt. Zudem war er ein angesehener Gesangslehrer. Zu seinen Schülern zählten auch seine eigenen Kinder Else und Mogens Brems.

## Hörproben
- „Glade Jul, dejlige Jul“ by Koncertsanger Anders Brems; Parlophon Junior (D. 1498-I) im Audioarchiv – Internet Archive
- „Julen har bragt velsignet Bud“ by Koncertsanger Anders Brems; C. E. F. Weyse; Parlophon Junior (D. 1498-II) im Audioarchiv – Internet Archive
- „Gurre: Hvor Nilen vander, af H. Rung“ by Koncertsanger Anders Brems; Concert Record "Grammophone" (7-282197) im Audioarchiv – Internet Archive
- „Agnete og Havmanden, Folkevise“ by Koncertsanger Anders Brems; Concert Record "Grammophone" (7-282198) im Audioarchiv – Internet Archive
- „Se dig ud“ by Koncertsanger Anders Brems; Jeppe Aakjær; Carl Nielsen; His Master's Voice (A.L. 388) im Audioarchiv – Internet Archive
- „Go Jawten, Jysk Dansevise“ by Koncertsanger Anders Brems; Ch. Kjerulf; His Master's Voice (A.L. 388) im Audioarchiv – Internet Archive
- „Klokke ring Fred“ by Koncertsanger Anders Brems; Sophus Andersen; His Master's Voice (X 1073) im Audioarchiv – Internet Archive
- „Nærmere Gud til Dig“ by Koncertsanger Anders Brems; His Master's Voice (X 1073) im Audioarchiv – Internet Archive
- „Et Barn er født i Bethlehem“ by Koncertsanger Anders Brems; His Master's Voice (X 1074) im Audioarchiv – Internet Archive
- „Vær velkommen Herrens Aar“ by Koncertsanger Anders Brems; A.P. Berggreen; His Master's Voice (X 1074) im Audioarchiv – Internet Archive
- „Nu ringer alle Klokker mod Sky“ by Koncertsanger Anders Brems; C. E. F. Weyse; Concert Record "Gramophone" (X 1075) im Audioarchiv – Internet Archive
- „Tænk naar engang“ by Koncertsanger Anders Brems; H. Matthison Hansen. Concert Record "Gramophone" (X 1075) im Audioarchiv – Internet Archive
- „Ved Jægerhuset: Du som har Sorg i Sinde“ by Koncertsanger Anders Brems; I.P.E. Hartmann; Concert Record "Gramophone" (X 1284) im Audioarchiv – Internet Archive
- „Flyv Fugl, flyv“ by Koncertsanger Anders Brems; I.P.E. Hartmann; Concert Record "Gramophone" (X 1284) im Audioarchiv – Internet Archive
- „To maa man være“ by Koncertsanger Anders Brems; H. Rantzau; Fini Henriques; Concert Record "Gramophone" (X 1351) im Audioarchiv – Internet Archive
- „Du kære, blide, danske Bæk“ by Koncertsanger Anders Brems; Jeppe Aakjær; Poul Schierbeck; Concert Record "Gramophone" (X 1351) im Audioarchiv – Internet Archive